# Lantouri
Pour plus de détails, voir Fiche technique et Distribution.
Lantouri (persan : لانتوری) est un film dramatique iranien de 2016, écrit, réalisé et produit par Reza Dormishian. Il a été présenté dans la section Panorama au 66e Festival international du film de Berlin et dans la section Découvertes du 32e Festival du film de Varsovie. Le film raconte l'histoire d'un jeune journaliste actif, dont le visage est attaqué à l'acide par un jeune homme, Pasha, qui est le chef d'un gang de voleurs et de chantageurs. Un gang dont tous les membres ont été affectés par des expériences d'injustice dans la société.

## Synopsis
Pasha, le chef du gang de Lantouri, tombe amoureux de Maryam, une militante sociale et journaliste qui a lancé une campagne intitulée "Non à la violence" pour convaincre les familles des victimes de crimes de pardonner les meurtriers de leurs proches. Maryam rejette à plusieurs reprises les avances de Pasha. Pasha, désespéré par ce rejet, perd son calme, jette de l'acide sur le visage de Maryam et elle perd la vue à cause de ce qu'il lui a fait. Maintenant, Maryam, qui convainquait auparavant les autres de pardonner aux criminels, réclame justice et vengeance, demandant une punition de type "œil pour œil".

## Distribution
- Navid Mohammadzadeh dans le rôle de Pasha
- Maryam Palizban dans le rôle de Maryam
- Baran Kosari dans le rôle de Baran
- Mehdi Koushki
- Bahram Afshari dans le rôle de Bahram
- Behrang Alavi dans le rôle de Saeed (l'ami de Maryam)
- Reza Behboodi
- Behnaz Jafari
- Fatemeh Naghavi
- Kazem Sayahi
- Parivash Nazarieh
- Nader Falah
- Hojjat Hassanpour Sargaroui dans le rôle d'Alireza
- Ardeshir Rostami
- Hossein Pakdel
- Setareh Pesyani
- Hadi Ahmadi
- Amir Salehian dans le rôle de Daryosh

## Récompenses et nominations
- 17e Hafez Awards, Prix commémoratif Abbas Kiarostami, 2016 [4],[5]
- 17e Festival international du film des droits de l'homme de Buenos Aires, Prix du meilleur film, 2017 [6],[7]
- 34e Festival international du film de Fajr, nomination pour le prix Crystal Simorq pour le meilleur maquilleur, Abdollah Eskandari et Mehrdad Mirkiani, 2016
- 34e Festival international du film de Fajr, nomination pour le prix Crystal Simorq pour la meilleure montage, Hayedeh Safiyari, 2016
- 34e Festival international du film de Fajr, prix Crystal Simorq pour le meilleur son, pour Mohammad Reza Delpak, Saeed Bojnoordi, Hossein Mahdavi, 2016 [8]
- 32e Festival international du film de Varsovie, compétition 1-2, 2016 [9],[10],[11]
- 31e Festival international du film de Mar del Plata, projections spéciales, Argentine, 2016 [12],[13]